# Renault R40
Il Renault R40, nome più noto della designazione ufficiale Char léger modèle 1935 R modifié 1939, è stato un carro armato leggero progettato in Francia come mezzo da supporto fanteria, basato sul precedente Renault R35 ma con una meccanica completamente rivista. Il carro fu dotato inoltre di un cannone da 37 mm SA 38, più performante contro veicoli corazzati rispetto al vecchio pari calibro Puteaux SA 18, ma la produzione prese avvio quando l'attacco tedesco all'Europa occidentale era già iniziato.
Furono consegnati più o meno 120 esemplari che combatterono nelle ultime convulse settimane della caduta della Francia. A seguito della vittoria, la Germania s'impossessò degli R40 sopravvissuti alla battaglia, integrandoli nel proprio esercito.

## Storia

### Sviluppo
Pochi anni dopo la sua entrata in servizio, il Renault R35 venne criticato per la fragilità del sistema di sospensioni e le prestazioni mediocri su terreni accidentati: la Renault fu quindi spinta a ricercare un nuovo treno di rotolamento, da implementare nel processo di produzione dell'R35 a partire dal 1500º esemplare, in previsione inoltre di aggiungerlo ai carri armati già consegnati. Numerose ditte francesi proposero progetti più o meno validi e alla fine fu scelta l'impostazione elaborata dall'Atelier de Construction d'Issy-les-Moulineaux o AMX, ovvero la branca della Renault addetta alla progettazione di mezzi corazzati e nazionalizzata dal governo francese nell'agosto 1936. Questo ufficio, dotato dunque di solida esperienza, si era ampiamente ispirato alle soluzioni tecniche già adottate sul carro armato pesante Char B1. Il prototipo fu testato con successo e fu immatricolato come Char léger modèle 1935 R modifié 1939; tuttavia fu presto noto come "AMX-40" e soprattutto come "Renault R40".

### Produzione
Non si sa di preciso quando la Renault iniziò la fabbricazione e le date suggerite dalle fonti sono varie: nel marzo 1940, nell'aprile 1940 e anche il 10 maggio 1940, in concomitanza quindi con l'inizio dell'offensiva della Germania contro la Francia. Furono costruiti approssimativamente 120 esemplari con numero di scafo compreso tra 51541 e 51658; una seconda fonte suggerisce invece il completamento di circa 130 veicoli, più la consegna di "qualche dozzina" di scafi rimasti però disarmati. I piani di fabbricazione, inoltre, prevedevano l'introduzione nell'inverno 1940 di una torretta dalla struttura più leggera concepita dalla compagnia di costruzioni navali FCM. In generale la grave situazione politico-militare in cui versava la Francia nella seconda metà del giugno 1940 non ha permesso di poter raccogliere dati precisi e definitivi sulla produzione del Renault R40.

### Impiego operativo
Quando la Germania nazista mosse all'attacco di Francia, Belgio e Olanda il 10 maggio 1940 non vi era ancora nessun Renault R40 in servizio: il mezzo cominciò a essere distribuito ad alcune unità corazzate assieme agli R35 nella seconda metà del mese. In particolare, il 40º BCC (Bataillon de Chars de Combat) ebbe trenta R40 e quindici R35 e il 48º fu equipaggiato con ventinove R40 e sedici R35; fu inoltre ricostituito il 28º BCC andato distrutto nei combattimenti, che fu dotato di ventiquattro R40 e ventuno R35. Questi dati sono confermati da un'altra fonte che, tuttavia, afferma che il battaglione riattivato fosse il 25º e non il 28º.
Il carro fu inoltre fornito ad alcuni reparti della 10ª brigata meccanizzata polacca, formata da personale sfuggito alla cattura nel settembre 1939 e giunto in Francia dopo la sconfitta della Polonia. Se il 1º battaglione carri fu interamente su R35, il 2º ebbe invece ventiquattro R40 e ventuno R35, che però il 31 maggio vennero trasferiti al 25º/28º BCC. Il battaglione fu rifornito l'11 giugno con i soli Renault R40, che furono distribuiti in tre compagnie: il Détachement Chabowski oscillante tra i tredici e i diciannove carri, il Groupement Pagézy con quindici mezzi e infine la 3ª compagnia (senza nome) forte di tredici veicoli. Una fonte fornisce dati piuttosto diversi sia per entità che per nomi delle unità polacche: parla delle due compagnie "Pagézy" e "Chabowski" cui furono consegnati quindici Renault R40 cadauna. Altre informazioni asseriscono che ai polacchi fu passato un totale di cinquantotto R40.
Il Renault R40 si comportò complessivamente bene in battaglia: grazie al nuovo cannone da 37 mm a canna lunga poté finalmente contrastare con una certa efficacia i blindati leggeri tedeschi e il treno di rotolamento dette prova di notevole affidabilità. Al momento della stipula del secondo armistizio di Compiègne, la vittoriosa Germania acquisì gli R40 che ridenominò Panzerkampfwagen 40R 736(f) e incluse nelle truppe corazzate.

## Tecnica
Il Renault R40 era sostanzialmente uguale al predecessore R35 tranne per la meccanica di nuova concezione, ripresa dal carro armato pesante Char B1 assieme ai cingoli: era composta per lato da dodici piccole ruote portanti accoppiate mediante sei carrelli, ciascuno dotato di una molla elicoidale verticale assicurata al fianco dello scafo; tutto il sistema era protetto da lamiera corazzata. Completavano il treno di rotolamento una ruota motrice posteriore a doppia corona dentata, una anteriore di rinvio e quattro rulli superiori. Il nuovo disegno aggiunse circa 700 chili al peso originario del carro, portandolo a circa 12 tonnellate e diminuendone un poco l'autonomia. Fu mantenuto il motore alloggiato nel vano posteriore del carro, un Renault a 4 cilindri alimentato a benzina ed erogante 85 hp a 2 200 giri al minuto, con impianto di raffreddamento a liquido e cilindrata di 5 880 cm³/5,8 litri. Il cambio associato contava quattro marce avanti più una retromarcia.
Sia la torretta modello APX-R1 che la corazzatura erano fabbricate tramite il processo della colata in stampi; sullo scafo erano poi fissate tramite rivettatura lastre laminate in acciaio omogeneo. Lo scafo aveva protezioni spesse 40 mm stondate sul frontale e verticali sui fianchi, spesse 32 mm a 24° sul retro e spesse 10 mm sul fondo. La sovrastruttura presentava corazzature da 43 mm a 37° sul frontale, da 40 mm a 10° sui fianchi, da 32 mm a 24° sul retro e infine da 25 mm sul tetto orizzontale. La torretta aveva corazze da 40 mm su tutti i lati eccettuata la sommità, dove scendeva a 25 mm; sul frontale le piastre erano inclinate a 5° e 28°, sui fianchi a 28° e sul retro a 30°. Il mantelletto stondato era spesso 40 mm.
In torretta era stata concentrata la dotazione offensiva del carro, composta da un cannone da 37 mm SA 38 lungo 33 calibri (L/33) e una mitragliatrice coassiale MAC 1931 (Reibel) da 7,5 mm. Le armi, montate sullo stesso affusto, potevano essere abbassate fino a -16° e l'alzo arrivava a +20°, mentre il brandeggio era limitato a 5° a sinistra e 5° a destra; peculiare era la possibilità di bloccare il complesso e mirare solo ruotando la torretta. Il SA 38 era un'arma adatta sia a sostenere la fanteria con la granata esplosiva Obus explosif Mle 1938 (60 grammi di carica), sia a combattere veicoli corazzati con l'apposito proietto APC Obus de rupture Mle 1938 pesante 700 grammi, che alla velocità iniziale di 705 m/s trapassava una corazza spessa 30 mm inclinata a 30° e distante 400 metri. Per il puntamento era disponibile un mirino telescopico a reticolo L.767 da quattro ingrandimenti e con un campo visivo di 11,25°; era coordinato all'alzo a tamburo del pezzo, tarato fino a 1 400 metri per l'uso dei colpi perforanti, sebbene le prove avessero evidenziato che il raggio utile d'ingaggio era compreso tra i 600 e gli 800 metri. Vi era inoltre un secondo alzo dedicato alla mitragliatrice Reibel, che arrivava a 1 600 metri. Nel carro erano stivabili 42 granate perforanti, 58 granate esplosive e 2 400 cartucce secondo una fonte, 65 granate e 3 000 cartucce per un'altra.
L'equipaggio era formato da due uomini: il comandante trovava posto in torretta e agiva anche da cannoniere e mitragliere; nello scafo anteriore sedeva il pilota. A differenza dell'R35, su tutti gli R40 fu installata una radio trasmittente-ricevente ER 54 Mle 1938, derivata dalla ER 40 in dotazione alla fanteria e con un raggio comunicativo di 800 metri. L'apparato era sistemato in torretta che, monoposto, non poteva accogliere un marconista addetto: perciò il già oberato comandante era costretto anche a svolgere il ruolo di operatore radio. Il Renault R40 manteneva le dimensioni del predecessore: 4,02 metri di lunghezza per 2,13 metri di altezza, con una larghezza di 1,87 metri. Una fonte però smentisce questi dati e riporta una lunghezza di 4,57 metri, un'altezza di 2,35 metri e una larghezza di 2,02 metri. Le fonti concordano invece sul peso del veicolo, circa 12 tonnellate. Con un basso rapporto peso/potenza di 7,08 il carro era capace di raggiungere su strada una velocità di 20 km/h, su terra diminuiva a 12 km/h; l'autonomia arrivava a 140 chilometri mentre su terra il raggio operativo calava ad appena 95 chilometri.